# Hôtel Lieutaud
L’hôtel Lieutaud est un hôtel particulier situé 32, rue Cardinale, au centre du quartier Mazarin à Aix-en-Provence, dans le département des Bouches-du-Rhône et la région Provence-Alpes-Côte d'Azur, en France.

## Histoire
Le bâtiment date du XVIIe siècle.
C'est dans cet hôtel particulier que naquit le célèbre botaniste et médecin de Louis XVI, Joseph Lieutaud en juin 1703.

## Architecture
La porte d'entrée d'époque Louis XVI est remarquable; elle est surmontée d'une imposte classique  en fer forgé avec un monogramme central.
Cette porte est sommée d'une lyre posée sur un mufle de lion, de laquelle partent des guirlandes de fruits sculptées, accrochées aux consoles en pendentifs.
Le balcon de l'étage noble s'étend sur tout la largeur de l'étage, avec des fenêtres à la française, typiques de la deuxième moitié du XVIIe siècle, permettant un accès à toutes les pièces de façade depuis le balcon.
La façade de l'hôtel particulier, incluant son vantail et le balcon en fer forgé, est inscrite au titre des monuments historiques par arrêté du 10 avril 1929.